# Karakul (Tadžikistan)
Karakul ali Karokul (kirgiško za črno jezero, ki nadomešča starejše tadžiško ime Siob; rusko Каракуль; tadžiško Қарокӯл; ujgursko قاراكۆل, latinizirano: Qaraköl, Қаракөл; kirgiško Каракөл) je endoreično jezero s premerom 25 km, ki leži znotraj 52 km širokega udarnega kraterja. Je v narodnem parku Tadžik v gorovju Pamir v Tadžikistanu.

## Udarni krater
Karakul leži znotraj krožne depresije, ki je bila interpretirana kot udarni krater s premerom roba 52 km. Nekatere ocene pravijo, da je vpliv relativno nov. Predhodna ocena je datirala med 25 Ma in 23 Ma. Lahko pa je iz nedavne pliocenske dobe (5,3 do 2,6 milijona let). Podatkovna zbirka o vplivih na Zemljo (EID) ga prav tako navaja kot mlajšega od 5 milijonov let. Krater ima večji vpliv od kraterja Eltanin (2,5 milijona let), za katerega se že domneva, da je prispeval k ohlajanju in nastanku ledenega pokrova na severni polobli v poznem pliocenu.
Udarna struktura Karakul je bila prvič identificirana okoli leta 1987 s študijami posnetkov iz vesolja.

## Opis jezera
Jezero/krater leži na nadmorski višini 3960 m nad srednjo gladino morja. Polotok, ki štrli iz južne obale, in otok ob severni obali delita jezero na dve kotanji: manjšo, razmeroma plitvo vzhodno, globoko med 13 in 19 m in večjo zahodno, globoko od 221 do 230 m. Je endoreična (brez drenažnega iztoka) in voda je somorna. Na vzhodni obali jezera je majhna vasica z istim imenom.
Gladina jezera je bila po zadnji ledeni dobi višja za 35 m.

## Okolje
Čeprav leži jezero znotraj narodnega parka, se velik del okolice uporablja kot pašnik. Jezero s svojimi otoki, močvirji, vlažnimi travniki, šotnimi barji ter prodnatimi in peščenimi ravninami je BirdLife International označil kot pomembno območje za ptice (IBA), ker podpira veliko število populacij različnih vrst ptic, bodisi kot gnezdilke ali selivke.
Med temi vrstami so: tibetanska gos (Anser indicus), rjasta kozarka (Tadorna ferruginea), veliki žagar (Mergus merganser), sokol plenilec, himalajski jastreb (Gyps himalayensis), mongolski deževnik (Anarhynchus mongolus), rjavoglavi galeb (Chroicocephalus brunnicephalus), Syrrhaptes tibetanus, planinska kavka, Calliope pectoralis, Phoenicurus erythrogastrus, Montifringilla nivalis, Prunella himalayana, Prunella fulvescens, Leucosticte brandti in Carpodacus rubicilla. Jezerski otoki so glavna mesta, kjer počivajo in gnezdijo vodne ptice.
Edine ribe v jezeru so Triplophysa lacusnigri.

## Dogodki
Višje od jezera Titicaca je Karakul od leta 2014 do 2017 gostil regato Streha sveta. To je nadomestilo Alpine Bank Dillon Open, ki je potekala na jezeru Dillon Reservoir v Koloradu v Združenih državah Amerike kot najvišjo jadralno regato na svetu.